# 罗讷河畔圣阿尔邦
罗讷河畔圣阿尔邦（法語：Saint-Alban-du-Rhône，法語發音：[sɛ̃.t‿albɑ̃ dy ʁon]）是法国伊泽尔省的一个市镇，位于该省西部，属于维埃纳区。该市镇总面积3.56平方公里，2009年时的人口为879人。

## 人口
罗讷河畔圣阿尔邦人口变化图示